# Вольный (Каменский район)
Вольный — упразднённый хутор в Каменском районе Ростовской области. На момент упразднения входил в состав Груциновского сельсовета. В 2001 году исключен из учётных данных.

## География
Располагался на крайнем северо-востоке района, у границы с Тарасовским районом, в вершине балки Репная (исток реки Малый Калитвенец), на расстоянии приблизительно в 5 км (по прямой) к северо-востоку от хутора Юров.

## История
По данным на 1926 год хутор состоял из 14 хозяйств. В административном отношении входил в состав Груцыновского сельсовета Каменского района Шахтинско-Донецкого округа Северо-Кавказского края.
До 1993 года в составе Ленинского сельсовета.

## Население
По данным переписи 1926 года на хуторе проживало 87 человек (40 мужчин и 47 женщин), все великороссы, 82 % казачьего сословия.